# 둔덕가족생활체육공원
둔덕가족생활체육공원(屯德家族生活體育公園, Dundeok Gajok Sports Park)은 대한민국 경상남도 거제시에 있는 스포츠 시설이다. 인조잔디 필드가 갖춰진 경기장이며, 2014년 8월에 준공되었다.

## 참고 문헌
- “둔덕가족생활체육공원”. 거제해양관광개발공사.
- 《2024년 전국 공공체육시설 현황(2023.12.31.기준)》. 대한민국 문화체육관광부. 2025.